# 醋酸左炔诺孕酮
醋酸左炔诺孕酮（缩写LNG-A，化学名：左炔诺孕酮-17β-乙酸酯），是一种有机化合物，分子式为C23H30O3，属于19-去甲孕酮型孕激素，从未上市销售。